# Kluczowe (rejon symferopolski)
Kluczowe (ukr. Ключове, ros. Ключевое) – wieś na Krymie, w rejonie symferopolskim, o spornej przynależności terytorialnej. Według danych z 2014 roku zamieszkiwana przez 255 osób.